# Raphaël Charlier
Raphaël Charlier est un comédien belge.

## Biographie
Il a étudié d’art dramatique à l’IAD à Louvain-La-Neuve.
Il fait partie des fondateurs de la compagnie théâtrale Panach-Club.
Au cinéma on a pu le voir dans des films comme Go fast d’Olivier Vanhoofstadt, Sœur Sourire de Stijn Coninx, Nono, het zigzag kind (Zig Zag Kid) de Vincent Bal… Avec Jean-François Stévenin, il a été le rôle principal du téléfilm de Vincent Monnet Complot d’amateurs.
En télévision, il a présenté Cybercafé (RTBF), Escape TV (MCM Belgique) ou encore Médecins légistes (RTBF), la version francophone de Forensic Files.
Depuis la naissance de la station, il fait partie de l’équipe d’animateur de Pure FM (RTBF).
En mai 2017 il sort un livre sur Los-Angeles L.A. Confidentiel. Un guide touristique de la ville original reprenant les meilleurs endroits qu'il a fréquenté lors de ses séjours en Californie, le tout agrémenté de photos d'anciennes voitures américaines.

## Filmographie
- 2008 : Go fast d’Olivier Vanhoofstadt
- 2008 : Complot d'amateurs de Vincent Monnet
- 2009 : Sœur Sourire de Stijn Coninx
- 2012 : Nono, het zigzag kind de Vincent Bal
- 2015 : Disparue en hiver de Christophe Lamotte
- 2018 : Champion, série TV de Thomas François, Monir Ait Hamou et Hicham El Ghazi